# Zapala megye
Zapala egy megye Argentína nyugati részén, Neuquén tartományban. Székhelye Zapala.

## Népesség
A megye népessége a közelmúltban a következőképpen változott:
| Év   | Lakosság |
| ---- | -------- |
| 2001 | 35 589   |
| 2010 | 36 549   |